# James Spencer-Churchill, 12.º Duque de Marlborough
Charles James Spencer-Churchill, 12.º Duque de Marlborough (24 de novembro de 1955), também conhecido como Jamie Blandford, é um aristocrata inglês e o atual Duque de Marlborough. Ele é o filho mais velho de John Spencer-Churchill, 11.º Duque de Marlborough, com sua primeira esposa Susan Hornby. pertencendo a família Spencer.

## Casamentos e filhos
Em 1990, ele casou-se com Rebecca Mary Few Brown, com quem teve um filho:
- George Spencer-Churchill, Marquês de Blandford

Em 1998, Jamie e Rebecca Spencer-Churchill divorciaram-se. No dia 1º de março de 2002, num ofício de registro de Woodstock, ele casou-se com Edla Griffiths, com quem teve dois filhos:
- Lady Araminta Clementine Megan Spencer-Churchill
- Lorde Caspar Sasha Ivor Spencer-Churchill